# Cleantioides bruscai
Cleantioides bruscai là một loài chân đều trong họ Holognathidae. Loài này được Kensley miêu tả khoa học năm 1987.